# Sonseed
Sonseed var ett kristet popband grundad i Church of Our Lady of Perpetual Help i Brooklyn, New York under tidigt 1980-tal. Gruppen bestod av Sal Polichetti (bas, sång); hans dåvarande hustru Patricia Costagliola (keyboard, sång); Frank Franco (gitarr, sång); och Nicky Sciarra (trummor). Deras enda album, First Fruit, släpptes 1983. Efterföljaren Just Can't Get Enough (Of Jesus!!!) som innehåller mer new wave och New Romantic-element släpptes aldrig för allmänheten, trots det har vissa personer hört låten.
Bandet gjorde comeback i strålkastarljuset år 2008 när en inspelning av deras framträdande av ska-låten 'Jesus Is A Friend Of Mine' från ett religiöst TV-program framträdde på bloggen Dougsploitation, och blev snabbt en hit på Youtube.
Både sångerskan Nina Hagen och TV-serien Glee har spelat covers på Jesus Is A Friend of Mine.